# De Havilland
A de Havilland Aircraft Company Limited brit repülőgépgyártó vállalat volt, amit az 1920-as évek végén Geoffrey de Havilland alapított Észak-London külvárosában, Edgeware-ben a Stag Lane Aerodrome-nál, egy magánrepülőtérnél. A gyárat később a Hertfordshire-i Hatfieldbe költöztették.
Az innovációiról ismert de Havilland nevéhez számos híressé vált repülőgép fűződik, köztük a Moth kétfedeles szárnyú repülőgép is, amely forradalmasította az 1920-as években a repülést, továbbá az 1930-as években kifejlesztett Fox Moth, ami az első olyan kereskedelmi célú szállítógép volt, ami állami támogatás nélkül képes volt üzemelni, aztán a fából készült, a második világháborús Mosquito többcélú repülőgép és az utasszállításban úttörőnek számító Comet.

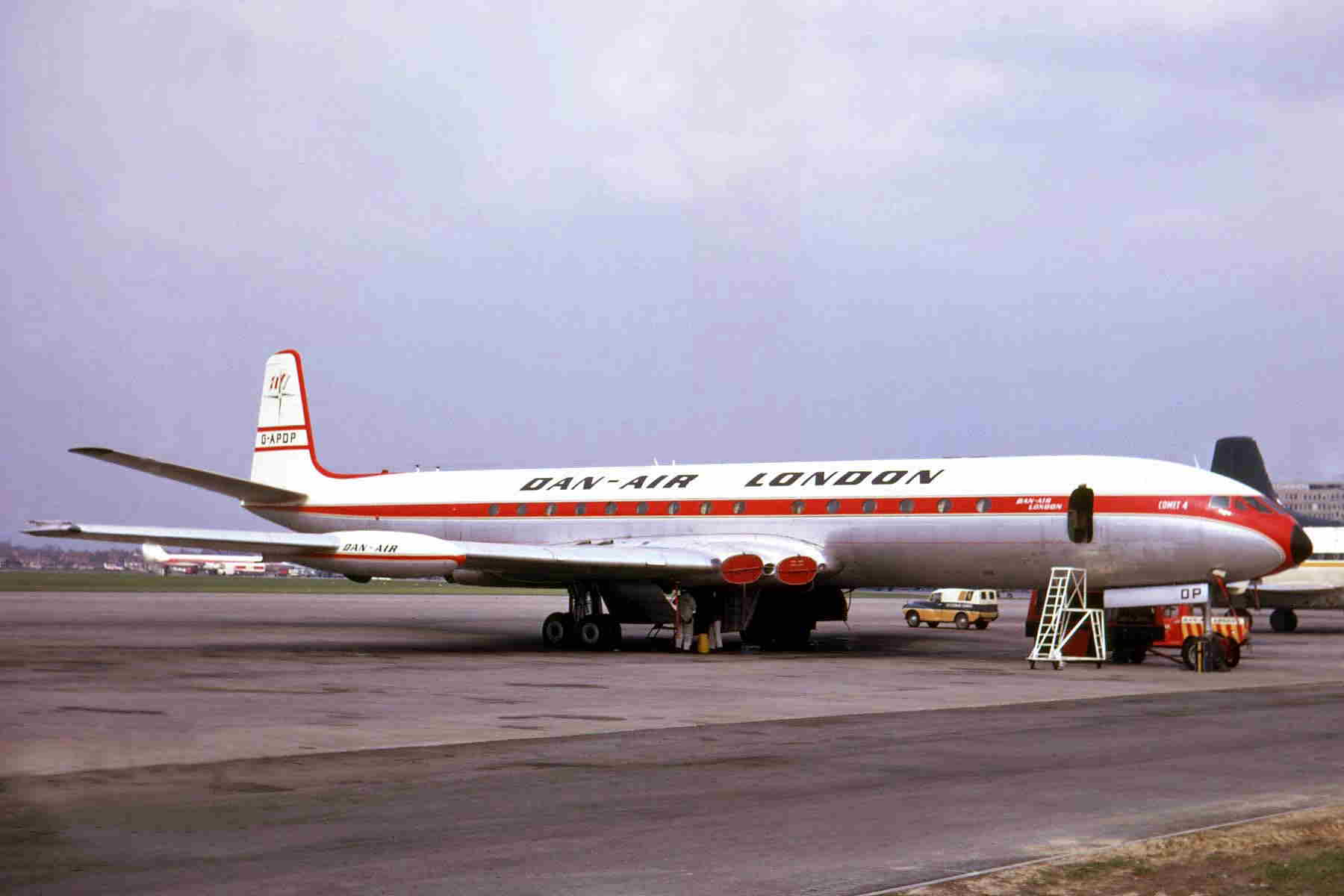
Comet 4 utasszállító repülőgép

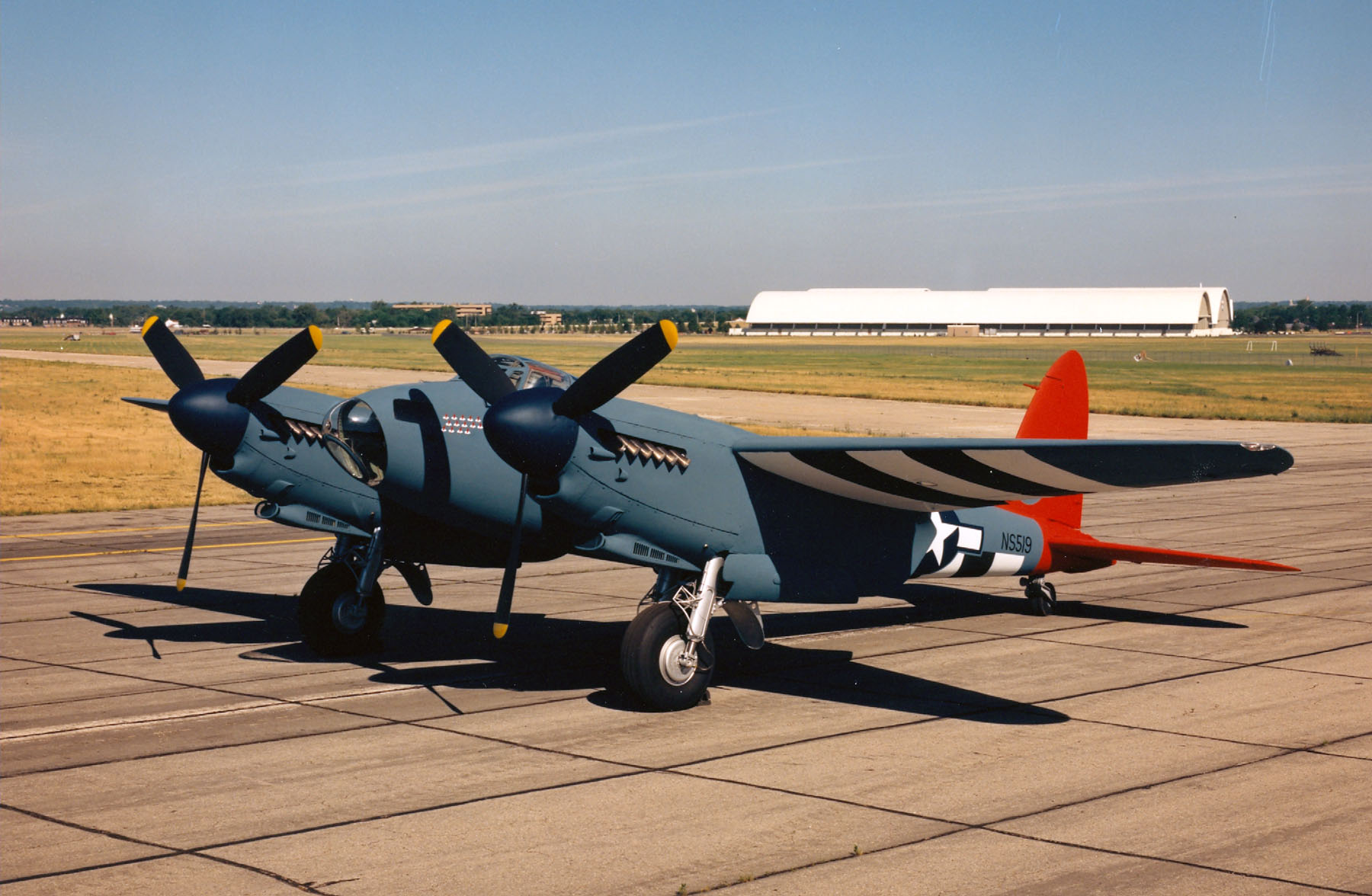
De Havilland Mosquito NS519 USAF Múzeumban

A de Havilland 1960-ban a Hawker Siddeley csoport tagja lett, de 1963-ban elvesztette az önálló elnevezését. Később a Hawker Siddeley is beolvadt a brit repülőgép- és védelmi iparág egyik nagyágyújának számító BAE Systems plc vállalatba. A de Havilland név használati jogát és gépeinek gyártási jogát a de Havilland Aircraft of Canada Limited birtokolja, ami a valamikori brit cég kanadai leányvállalata volt. A gyártási jog kiterjed a korábban a Bombardier Aerospace által gyártott Dash 8 regionális repülőgépre is.

## Története

### Eredete
Geoffrey de Havilland 1920 januárjában az Airco nevű cégnél dolgozott műszaki igazgató és főtervező beosztásban. 1920. január 20-án a BSA – egyik igazgatójának, Percy Martin-nak a kezdeményezésre megvette az Airco-t George Holt Thomastól. De Percy Martin a vásárláskor nem járt el a megfelelő gondossággal. A BSA napokon belül felfedezte az Airco valós gazdasági helyzetét, és 1920 júliusában leállította az Airco működését. Az átvett veszteségek olyan nagyok voltak, hogy a BSA nem tudott osztalékot fizetni a következő négy évben.
Thomas segítségével de Havilland a Stag Lane repülőtér közelében néhány szerény épületet foglalt el és 1920. szeptember 26-án megalapította a De Havilland Aircraft Company Limited nevű társaságot. A cég egyik igazgatója de Havilland, a másik pedig a hadügyminisztériumból érkezett Arthur Edwin Turner lett. A főmérnöki beosztást Charles Clement Walker kapta. Az alaptőke összege 50000 font volt, melyből a legtöbbet Geoffrey de Havilland (3000 fontot) és George Holt Thomas (10000 fontot) fizették be, míg mások szerezték meg a maradék üzletrészeket 1000-1000 font befizetésével.
Az új vállalat átvette az Airco gyártó berendezéseinek egy részét. De Havilland az Airco-ból az új cégbe áthozta a legszűkebb csapatát, a barátait, Charles Clement Walkert (aki az aerodinamika és az igénybevétel felelőse lett), Wilfred E. Nixont (cégtitkár), Francis EN St. Barbe-t (kereskedelmi igazgató), valamint az Airco kísérleti osztályáról Frank T Hearle-t üzemvezetőnek. Az Airco-tól Hugh Burroughers a Gloster Aircraft Company-hoz került. A de Havilland Aircraft megszerzett egy 2500 font értékű megrendelést a DH.18 utasszállítógép megépítésére, amit eredetileg az Airco-nak szántak. A kezdő vállalkozásnak szerencséje volt, mert a következő évben kapcsolatba került Alen Samuel Butler-rel, aki egy új repülőgépet akart építeni magának. Ő sokat befektetett a vállalatba, s 1924-re az elnöke lett. Az első év bevétele 32782 £, a nettó nyereség 2387 £ volt, s 1922 elején megvásárolták 20000 £-ért a Stag Lane repülőteret. A cég 1925-ig élt, amikor is de Havilland a saját tervezésű gépe – ez volt a Moth, ami 1925. február 22-én repült először – olyan repülőnek bizonyult, amire a repülős világ várt. 1928-ban a de Havilland Aircraft Company Limited a tőzsdére ment.
Kezdetben a de Havilland az egy- és kétüléses kétfedeles repülőgépekre koncentrált, folytatva az Airco által gyártott DH gépek vonalát, de adaptálva őket a légitársaságok számára. Később aztán bemutattak egy sor kisebb gépet, amelyeket a de Havilland saját fejlesztésű Gipsy motorjai hajtottak. Ezek közé tartozott a Gipsy Moth és a Tiger Moth. Ezek a repülőgépek sok repülési rekordot állítottak fel, sokat maga de Havilland vezetett. Amy Johnson 1930-ban egyedül egy Gipsy Moth géppel Angliából Ausztráliába repült.
A Moth repülőgéptípus továbbfejlesztése révén jött létre a Hornet Moth, ami már zárt pilótafülkével rendelkezett. A Moth Minor pedig egy fából készült, alsó szárnyú monoplán volt. A De Havilland egyik védjegye az volt, hogy a repülőgéptípus nevére egy különösen elegáns római betűtípust használtak, nagybetűvel. S amikor az üzemben sztrájk volt, a munkások, akik a nevet a repülőgépekre festették, ugyanazt a betűtípust használták tiltakozó tábláikon.
Az első repülőgép, amelyet az Aer Lingus légitársaság vásárolt meg 1936-ban, a DH 84 Dragon volt. Később ez a társaság működtette a DH 868 Dragon Express és a DH 89 Dragon Rapide típusokat is. De Havilland folytatta a nagy teljesítményű repülőgépek gyártását, melyek közül kiemelkedik a DH 88 Comet, ami 1934-ben megnyerte a MacRobertson Air Race-t. Ez egy repülőverseny volt Angliából Ausztráliába.

### A második világháború
A nagy teljesítményű motorok és a fából készült géptest kombinációjából épített gépek csúcsteljesítménye a Mosquito volt, aminek a gyártása azzal az előnnyel is rendelkezett, hogy kerülte a második világháború idején a stratégiai anyagok – például az alumínium – felhasználását. A társaság ezt követően fejlesztette ki a még nagyobb teljesítményű Hornet vadászgépet, ami a fém-fa és fém-fém kötési technikák alkalmazásának egyik úttörője volt.
1937-ben de Havilland létrehozott egy gyárat Lostockban, ami ma De Havilland Way néven ismert, hogy változtatható állásszögű légcsavarokat állítson elő a RAF részére. A helyszín stratégiai jelentőségű volt, és így a német Luftwaffe célpontja is lett. 1942. július 3-án két JU88 típusú bombázó kísérletet tett egy alacsony magasságból végrehajtandó bombázásra, a navigációhoz a Rivington víztározók láncolatát használva, de küldetésük sikertelenül zárult.

### A háború után
A II. világháború után de Havilland folytatta a fejlesztéseket mind a katonai mind a polgári repülés területén, ám különböző közismert katasztrófákat a cég nevével hoztak összefüggésbe és azzal azonosítottak. A hátsó sugárhajtású de Havilland DH 108 Swallow a Temze torkolatába zuhant egy kísérleti repülés során, melyben életét vesztette Geoffrey de Havilland Jr., a cég alapítójának fia. A cég termelését tovább növelték egy nagy repülőgépgyár megvásárlásával 1948-ben, ami a Chester melletti Broughton-i Hawarden repülőtéren volt. A de Havilland Comet 1952-ben állt forgalomba mint az első sugárhajtású utasszállító repülőgép, amire a polgári légiforgalom már régóta várt. A típus kétszer olyan gyors volt, mint a forgalomban lévő más típusok és ez által a brit nemzeti büszkeség forrása is lett. A Comet két év alatt három nagy balesetet szenvedett. A DH 110 prototípusa 1952-ben a Farnborough Airshow alatt járt szerencsétlenül, többeket megölve a közönségből is.
A Comet szerkezeti problémái miatt 1954-ben kivonásra került a szolgálatból, de a de Havilland komoly erőfeszítéseket tett egy új, nagyobb és erősebb változat elkészítésére. A Comet 4 volt az a változat, amellyel a de Havilland újra visszatérhetett az utasszállítók piacára. Addigra azonban az Egyesült Államokban már gyártották a Boeing 707 és a Douglas DC-8 típusú sugárhajtású repülőgépeket, s mindkettő gyorsabb és gazdaságosabb volt a Comet 4-nél. A Comet megrendelései emiatt elapadtak.
A Hawker Siddeley 1960-ban megvette de Havillandet, de 1963-ig külön cégként működtette. De ugyanebben az évben a neve a Hawker Siddeley Aviation de Havilland divíziója lett, és a gyártás vagy fejlesztés minden típusa "DH"-ról "HS"-re változtatta a megnevezését. De Havilland utolsó tervei a Hawker Siddeley Trident (eredetileg a DH.121) és az innovatív Hawker Siddley HS.125, eredetileg a DH.125 voltak.
A DH.121-es kialakítását úgy módosították, hogy kisebb legyen és ezáltal megfeleljen egy légitársaság – a British European Airways – igényeinek. Más légitársaságok nem találták vonzónak, és egy rivális tri-jethez, a Boeing 727-hez fordultak, amely nagyjából akkora volt, mint az eredeti DH.121-es. A De Havilland Hawker Siddley-ként csak 117 Tridentet gyártott, míg a Boeing több mint 1800 darab 727-est.
A De Havilland is beszállt a nagy hatótávolságú rakéták gyártásába, és kifejlesztette a folyékony üzemanyaggal hajtott Blue Streak-et. Ez nem katonai célú eszköz volt, hanem az Europa nevű, űrrepülésre szánt hordozórakéta első fokozata lett. A repülési teszteken a Blue Streak (Kék csík) jól teljesített, de a Franciaországban és Németországban épített felső fokozatok ismételten kudarcot vallottak. 1973-ban az Európa-programot törölték, és a Blue Streak is kimúlt. Utolsó darabja egy farmerhez került, aki az üzemanyagtartályait a baromfi telepén használta.

### Gyártmányok

#### Repülőgépek
Fő szócikk: List of de Havilland aircraft
Geroffrey de Havilland által tervezett repülők
° az 1. számú de Havilland kétfedelű repülőgép
° Royal Aircraft Factory FE1 (más néven “de Havilland Biplane No. 2”
Georffrey de Havilland által az Airco-nál tervezett repülők
° Airco DH.1 kétüléses hátsó propelleres felderítőgép
° Airco DH.2 együléses hátsó propelleres felderítőgép
° Airco DH.3 kétmotoros bombázó
° Airco DH.4 egymotoros bombázó
° Airco DH.4A  szállítógép
° Airco DH.5 felderítőgép
° Airco DH.6 gyakorlógép
° Airco DH.9 egymotoros bombázó
° Airco DH.9A Liberty motoros Westland által fejlesztett DH.9
° Airco DH.9C utasszállításra átalakított DH.9
° Airco DH.9J radiális motorral épített DH.9
° Airco DH.10 Amiens kétmotoros bombázó
° Airco DH.11 Oxford nagy hatótávolsábú, kétmotoros nappali bombázó
° DH.12 a DH.11 utódjának javasolt változat, nem épült meg
Georffrey de Havilland által a de Havilland-nál tervezett repülők
° DH.14 Okapi  egymotoros bombázó
° DH.15 Gazelle kísérleti repülési próbapad
° Airco DH.16 utasszállító repülőgép, hasonló a DH.9C-hez
° DH.18 utasszállító repülőgép
A de Havilland cég által tervezett repülők
° DH.27 Derby egymotoros, nagy hatótávolságú nappali bombázó
° DH.34
° DH.37
° DH.42 Dormouse
° DH.42A & B Dingo
o   DH.48 Special újmotoros DH.9
o   DH.50
o   DH.51
o   DH.54 Highclere
o   DH.56 Hyena
o   DH.60 Moly, Cirrus Moth, Genet Moth, Gypsy Moth
o   DH.60G III Moth Major
o   DH.61 Giant Moth
o   DH.65 Hound
o   DH.66 Hercules 3 motoros kétfedelű repülőgép
o   DH.67
o   DH.72 Canberra
o   DH.82 Tiger Moth kétfedelű oktató
o   DH.83 Fox Moth
o   DH.84 Dragon kis kereskedelmi repülő
o   DH.86 Express
o   DH.87 Hornet Moth
o   DH.89 Dragon Rapide
o   DH.90 Dragonfly
o   DH.92 Dolphin
Vitorlázó repülőgépek
° DH.52
Dugattyús motorral épített monoplánok
° DH.Doncaster  tízszemélyes utasszállító repülő
° DH.53 Humming Bird ultrakönnyű repülő
° DH.71 Tiger Moth versenyrepülő
° DH.75 Hawk Moth
° DH.77 könnyű vadászgép
° DH.80 Puss Moth
° DH.81 Swallow Moth
° DH.85 Leoard Moth
° DH.88 Comet versenyrepülő
° DH.91 Albatross négymotoros szállítógép
° DH.93 Don gyakorlógép
° DH.94 Moth Minor gyakorlógép
° DH.95 Flamingo kétmotoros repülőgép
° DH.98 Mosquito & Sea Mosquito – a II. világháborúban rendkívül sikeres, fából készült vadászbombázó
° DH.103 Hornet & Sea Hornet kétmotoros vadászgép
° DH.104 Dove & Devon kétmotoros repülőgép
° DH.114 Heron négymotoros repülőgép
A de Havilland Műszaki Iskola által formatervezett gépek
° de Havilland T.K.1
° de Havilland T.K.2
° de Havilland T.K.4
° de Havilland T.K.5
Polgári és katonai sugárhajtású szállítógépek
° DH.106 Comet
° DH.121 Trident , később HS Trident
° DH.125, később HS.125
° DH.146, később Bae.146
Katonai sugárhajtású repülőgépek
° DH.100 Vampire & Sea Vampire (1945)
° DH.110 Venom (1952)
° Sea Venom
° DH.113 & DH.115 Vampire two seaters
De Havilland Sea Vixen
Kísérleti repülőgép
° DH.108 Swallow (1946)
Szélmalolmszárnyas repülő
° Cierva C.24

#### Repülőgép motorok
Fő szócikk: de Havilland Engine Company
° Gipsy sorozat 4-, 6- és 12-hengeres dugattyús motorokból
° Ghost turbóhajtómű
° Goblin turbóhajtómű
° Gyron Junior turbóhajtómű
°Gnome turbótengely
° Sprite rakétahajtómű

#### Fegyverrendszerek
Rakéták
° Firestreak levegő-levegő rakéta
° Bluestreak ballisztikus rakéta

#### Űrhajó hajtómű
° Blue Streak Satellite Launch Vehicle

### Leányvállalatok

#### de Havilland Kanada (DHC)
A De Havilland Aircraft of Canada Ltd-t 1928-ban alapították abból a célból, hogy a kanadai pilóták kiképzéséhez Moth repülőgépeket gyártson. A háború után a gépeket átalakították a kanadai környezet követelményeinek megfelelően. A DHC-2-től DHC-7-ig jelölt gépeket rövid fel- és leszálló pályákra tervezték. A DHC kezdetben kanadai koronatársaságként (a szövetségi kormány tulajdonaként) működött, majd a Boeing leányvállalata lett, aztán újra mint koronatársaság tevékenykedett. Végül a Bombardier cégcsoportba került. A Dash 8 sorozat típusai gyártásban maradtak, tekintettel a többi hasonló méretű géptípusokhoz viszonyítva csendesebb működésükre. 2005 májusában a Bombardier  a DHC-1-től DHC-7-ig jelölt típusok gyártását leállította és a gyártási jogokat eladta a sidney-i Viking Air Ltd-nek (Brit-Columbia).
2018 novemberében a Viking Air anyavállalata, a Longview Aviation Capital Corp. megvásárolta a Dash 8 programot és a de Havilland márkanevet a Bombardiertől. Az ügylet 2019. június 3-án hatósági jóváhagyással lezárult. A teljes termékcsaládot a de Havilland Canada évtizedek óta először ugyanazon zászló alá vonta egy új holdingba, ami az eredeti, De Havilland Aircraft of Canada Limited nevet vette fel.

#### de Havilland Australia
Fő szócikk: de Havilland Australia (DHA)
Az első tengerentúli leányvállalatot 1927 márciusában hozták létre Ausztráliában de Havilland Aircraft Pty. Ltd néven. A cég Melbourne-ből Sydney-be költözött 1930-ban, ahol az anyavállalat ügynökségeként működött és a cég népszerű sportgépei és repülőjáratai részére végzett szerelő, javító, alkatrész utánpótló szolgáltatásokat. A de Havilland Australia a második világháborúig repülőgép tervezéssel és gépek gyártásával nem foglalkozott. A háború után kezdődött meg a DH.82 Tiger Moth gyakorlógép gyártása Bankstown-ban. (Új-Dél-Wales)
ADHA a második világháború alatt egy kis, csapatszállító vitorlázó repülőgépet tervezett arra az esetre, ha Ausztráliát Japán megszállja. A DH-G1 1942 közepén jelent meg, melyhez a DH.84 Dragon elülső törzsét használták fel, és ebből 87 darabot ugyanabban a gyárban készítettek, mint a tájolásra használt gyakorló gépeket. Ezekből kettő a következő évben gyártott DH-G2-höz szolgált prototípusként, amiből mindössze hat készült el, mert az irántuk támasztott igény időközben megszünt. A cég megkezdte a Mosquito gyártását is, melyből a RAAF-nak először 1944-ben szállítottak. Bankstownban 1943 és 1948 között összesen 212 db Mosquito készült. Néhány ilyen gép 1953-ig állt a RAAF szolgálatában.
A de Havilland Vampire gyártását licenc alapján 1948-ban kezdték, 190 darab készült el és az első 1949-ben repült.
Egy másik DHA által tervezett gépet, a de Havilland Australia DHA-3 Drovert 1948 és 1953 között gyártottak. 20 darab készült, többnyire a Royal Flying Doctor Service (RFDS), a Trans Australia Airlines és a Quantas számára. A DHA-3 Drover A DH.104 Dove utóda, egy három hajtóműves, könnyű szállítógép volt, ami hat-nyolc utas szállítására volt képes. Úgy tervezték, hogy helyettesítse a DH.84 Dragont, ami a háborús DHA-gyártásnak köszönhetően elterjedt típus volt Ausztráliában. Az új konstrukcióhoz a de Havilland Gipsy Major Mk.104 motort választották. Később több Drovert a teljesítmény javítása érdekében az erősebb Lycoming O-360 hajtóművel újítottak fel.
1959-ben de Havilland Marine néven a bankstowni gyárban hajóépítő részleget hoztak létre.
A de Havilland Australia társaságot a Boeing Australia vásárolta meg és a céget átnevezték Hawker de Havilland Aerospace-re. Majd 2009. február 6-án a Boeing bejelentette, hogy ezt ismegváltoztatta Boeing Aerostructures Australia-ra.

#### de Havilland New Zealand
Felismerve az Új-Zélandi Királyi Légierő igényét a Tiger Moth kiképző repülőgépei, valamint a RAF Új-Zélandon lebonyolítandó pontenciális kiképző repülései iránt, jött létre de Havilland New Zealand Limited 1939 márciusában és kezdte meg a működést Új-Zéland első repülőgépgyára Rongotaiban. A II. világháború után a cég karbantartási és felújítási munkákat végzett, amíg 1964-ben át nem vette a Hawker Siddeley International NZ Ltd. A gyár területe ma a Wellington nemzetközi repülőtér része.
zdetben kanadai koronatársaságként (a szövetségi kormány tulajdonaként) működött, majd a Boeing leányvállalata lett, aztán újra mint koronatársaság tevékenykedett. Végül a Bombardier cégcsoportba került. A Dash 8 sorozat típusai gyártásban maradtak, tekintettel a többi hasonló méretű géptípusokhoz viszonyítva csendesebb működésükre. 2005 májusában a Bombardier  a DHC-1-től DHC-7-ig jelölt típusok gyártását leállította és a gyártási jogokat eladta a sidney-i Viking Air Ltd-nek (Brit-Columbia).
2018 novemberében a Viking Air anyavállalata, a Longview Aviation Capital Corp. megvásárolta a Dash 8 programot és a de Havilland márkanevet a Bombardiertől. Az ügylet 2019. június 3-án hatósági jóváhagyással lezárult. A teljes termékcsaládot a de Havilland Canada évtizedek óta először ugyanazon zászló alá vonta egy új holdingba, ami az eredeti, De Havilland Aircraft of Canada Limited nevet vette fel.

#### de Havilland repülőgép hajtóművek
Fő szócikk: de Havilland Engine Company
A termékeny repülőgép gyártás mellett a de Havilland egy jelentős gyártó volt a repülőgép-hajtóművek területén is. Ez ellentmondott a szokásos gyakorlatnak: a hajtóműveket általában egy erre szakosodott cég tervezte és gyártotta, bár az Egyesült Királyságban a Bristol Airplane Company , az Armstrong Whitworth Aircraft és az Armstrong Siddeley is jelentős hajtómű üzletággal rendelkezett. A „Gipsy” és a későbbi fejlesztések, mint például a Gipsy Major sikeres és népszerű hajtóművek voltak, amelyek szinte az összes de Havilland könnyű repülőgépben és számos más gyártó repülőjében használnak. A Gipsy motorok viszonylag szokatlanok voltak az 1930-as 40-es években, mert soros elrendezésű motorok voltak, szemben az abban az időben népszerűbb radiális vagy ellentétes elrendezésű motorokkal. A de Havilland a Rolls-Royce és a Metrovick versenytársa volt a sugárhajtóművek fejlesztésének kezdeti éveiben. Frank Halford szolgáltatásait felhasználva, majd cégét kivásárolva, először sugárhajtású vadászgépeikhez legyártották a de Havilland Gobli és a de Havilland Ghost hajtóműveket, majd ezeket használták fel a Comethez is.

#### de Havilland propellerek
Fő szócikk: de Havilland Propellers
1935-ben alapították a Hamilton Standard vállalatot légcsavarok licenc alapján történő gyártására. Később ez a cég gyártott irányított és egyéb rakétákat, mint például a Firestreak és a Blue Streak.

### Kulcsfontosságú műszaki személyzet
·        RE Bishop , repülőgép-tervező
·        Richard Clarkson , repülőgép-tervező
·        Tony Fairbrother , repülőmérnök
·        AE Hagg , repülőgép-tervező
·        Frank Halford , motortervező
Tesztpilóták
·        Hubert Broad
·        John Cunningham (RAF tiszt)
·        Geoffrey de Havilland Jr.
·        John de Havilland
·        Pat Fillingham
·        Bert Hinkler
Campbell MacKenzie-Richards
Örökség
A de Havilland cég egy területet adományozott a Hertfordshire Megyei Tanácsnak oktatási célokra. Akkor ott hozták létre a Hatfield Technical College-t, ami ma a Hertfordshire Egyetem College Lane kampusza. A de Havillandet 1960-van megvásárolta a Hawer Siddeley, majd ez beolvadt a British Aerospace-be. A BAE telephelyét ezután 1993-ban bezárták, majd egy részét megvásárolta a Hertfordshire Egyetem a kampusz számára. Hatfield repüléstörténetét ma a helyi utcák, például a Comet Way és a Bishops Rise neve örökítette meg.

## Fordítás
Ez a szócikk részben vagy egészben  a   de Havilland című angol Wikipédia-szócikk ezen változatának fordításán alapul.  Az eredeti cikk szerkesztőit annak laptörténete sorolja fel. Ez a jelzés csupán a megfogalmazás eredetét és a szerzői jogokat jelzi, nem szolgál a cikkben szereplő információk forrásmegjelöléseként.